# Mirza Bašić
Mirza Bašić (nacido el 12 de julio de 1991) es un tenista profesional bosnio. Su ranking individual más alto fue el No. 74 alcanzado el 19 de febrero de 2018, mientras que en dobles logró el puesto N.º 320 el 12 de agosto de 2013.

## Títulos ATP (1; 1+0)
| Leyenda                   |
| Grand Slam (0)            |
| ATP World Tour Finals (0) |
| ATP Masters 1000 (0)      |
| ATP World Tour 500 (0)    |
| ATP World Tour 250 (1)    |

| N.º | Fecha                 | Torneo | Superficie | Oponente en la final | Resultado           |
| --- | --------------------- | ------ | ---------- | -------------------- | ------------------- |
| 1.  | 11 de febrero de 2018 | Sofía  | Dura (i)   | Marius Copil         | 7-6(6), 6-7(4), 6-4 |

## Challenger Series

### Dobles
| N.º | Fecha      | Torneo                         | Superficie | Pareja         | Oponentes en la final   | Resultado |
| --- | ---------- | ------------------------------ | ---------- | -------------- | ----------------------- | --------- |
| 1.  | 03.02.2013 | Challenger de Sarajevo, Bosnia | Dura       | Tomislav Brkić | Igor Zelenay Karol Beck | 6-3, 7-5  |